# Hirondelle de forêt
Atronanus fuliginosa
Genre
Espèce
Statut de conservation UICN

 LC  : Préoccupation mineure
L'Hirondelle de forêt (Atronanus fuliginosa) est une espèce de passereaux de la famille des Hirundinidae. C'est une espèce monotypique (non subdivisée en sous-espèces), parfois classée dans le genre Hirundo.

## Répartition
Son aire de répartition s'étend sur le Nigeria, le Cameroun, la Guinée équatoriale, le Gabon et la République du Congo.

## Taxinomie
synonymesLecythoplastes fuliginosus (protonyme), Hirundo fuliginosa